# يان بيلي
يان بيلي (بالإنجليزية: Ian Bailey)‏ (20 أكتوبر 1956 بميدلزبرة في المملكة المتحدة - ) هو لاعب كرة قدم بريطاني في مركز الدفاع. لعب مع بولتون واندررز وشيفيلد وينزداي ونادي بلاكبول ونادي دونكاستر روفرز ونادي كارلايل يونايتد ونادي ميدلزبره.

## وصلات خارجية
- يان بيلي على موقع قاعدة بيانات كرة القدم.إي يو (الإنجليزية)